# Kristina Nolte
Kristina Nolte geb. Zieber (russisch Кристина Нолте; * 14. Februar 1984 in Kuibyschew, Sowjetunion) ist eine russische Grafikerin, Architektin, Bildhauerin und Lyrikerin.

## Leben und Ausbildung
Von 1990 bis 2000 besuchte Kristina Nolte eine Spezialschule für künstlerisch hochbegabte Kinder in ihrer Heimatstadt. Danach studierte sie dort bis 2005 Kunstwissenschaft (Diplom 2006) und Architektur (Diplom 2007). Im Jahre 2012 absolvierte sie auch eine Ausbildung zur Reitlehrerin. Kristina Nolte lebt in Samara und Deutschland. Sie ist verheiratet mit Uwe Nolte.

## Werk
Nachdem sie  mit mehreren großen Skulpturen und grafischen Arbeiten hervorgetreten war, konzipierte und gestaltete sie 2010 im Auftrag des russischen Telekommunikationskonzerns MegaFon einen an den Stil des Art Nouveau angelehnten Skulpturenpark in Samara, für den sie von der Kulturzeitung Sobaka als „Architektin des Jahres“ bezeichnet und zu den dreißig berühmtesten Persönlichkeiten in Samara und Togliatti gezählt wurde.

## Ausstellungen
- 2008: Lidica
- 2009: Moskau, Tretjakow-Galerie am Krimsky Wal
- 2009: Moskau
- 2009: Saratow
- 2010: Samara, Galerie „Babylon“
- 2010: Sankt Petersburg
- 2011: Saransk, Uljanowsk
- 2011: Nischni-Nowgorod
- 2011: Saratow
- 2011: Samara
- 2011: Suhl, Städtische Galerie im CCS
- 2013: Merseburg, Kunststiftung „Ben zi Bena“

## Buchveröffentlichung
- Das triumphierende Gefühl des Verlustes (russisch „Триумфальное чувство потери“), mit eigenen Illustrationen, Samara: Ofort-Verlag 2012, ISBN 978-5-473-00764-0

## Auszeichnungen
- 2007 Goldene Plakette des Russischen Kunstbundes als beste Grafikerin des Wolgaraums
- 2010 Aufnahme in die Union russischer Künstler (Союз художников России) (Nr. 15279)
- 2010 Architektin des Jahres (verliehen durch die Kulturzeitung Sobaka)